# Municipio de Polkton
El municipio de Polkton (en inglés: Polkton Township) es un municipio ubicado en el condado de Ottawa en el estado estadounidense de Míchigan. En el año 2010 tenía una población de 2423 habitantes y una densidad poblacional de 23,56 personas por km².

## Geografía
El municipio de Polkton se encuentra ubicado en las coordenadas 43°4′8″N 85°58′25″O / 43.06889, -85.97361. Según la Oficina del Censo de los Estados Unidos, el municipio tiene una superficie total de 102.86 km², de la cual 101.56 km² corresponden a tierra firme y (1.27%) 1.31 km² es agua.

## Demografía
Según el censo de 2010, había 2423 personas residiendo en el municipio de Polkton. La densidad de población era de 23,56 hab./km². De los 2423 habitantes, el municipio de Polkton estaba compuesto por el 98.1% blancos, el 0.08% eran afroamericanos, el 0.25% eran amerindios, el 0.12% eran asiáticos, el 0.04% eran isleños del Pacífico, el 1.07% eran de otras razas y el 0.33% pertenecían a dos o más razas. Del total de la población el 2.64% eran hispanos o latinos de cualquier raza.